# Torneo di Wimbledon 1993
Il Torneo di Wimbledon 1993 è stata la 108ª edizione del Torneo di Wimbledon e terza prova stagionale dello Slam per il 1993. Si è giocato sui campi in erba dell'All England Lawn Tennis and Croquet Club di Wimbledon a Londra in Gran Bretagna. Si è giocato dal 21 giugno al 4 luglio 1993. Il torneo ha visto vincitore nel singolare maschile lo statunitense Pete Sampras che ha sconfitto in finale in 4 set il connazionale Jim Courier col punteggio di 7–6(3), 7–6(6), 3–6, 6–3. Nel singolare femminile si è imposta la tedesca Steffi Graf che ha battuto in finale in 3 set la ceca Jana Novotná.  Nel doppio maschile hanno trionfato gli australiani Todd Woodbridge e Mark Woodforde, il doppio femminile è stato vinto dalla coppia formata da Gigi Fernández e Nataša Zvereva e nel doppio misto hanno vinto Martina Navrátilová con Mark Woodforde.

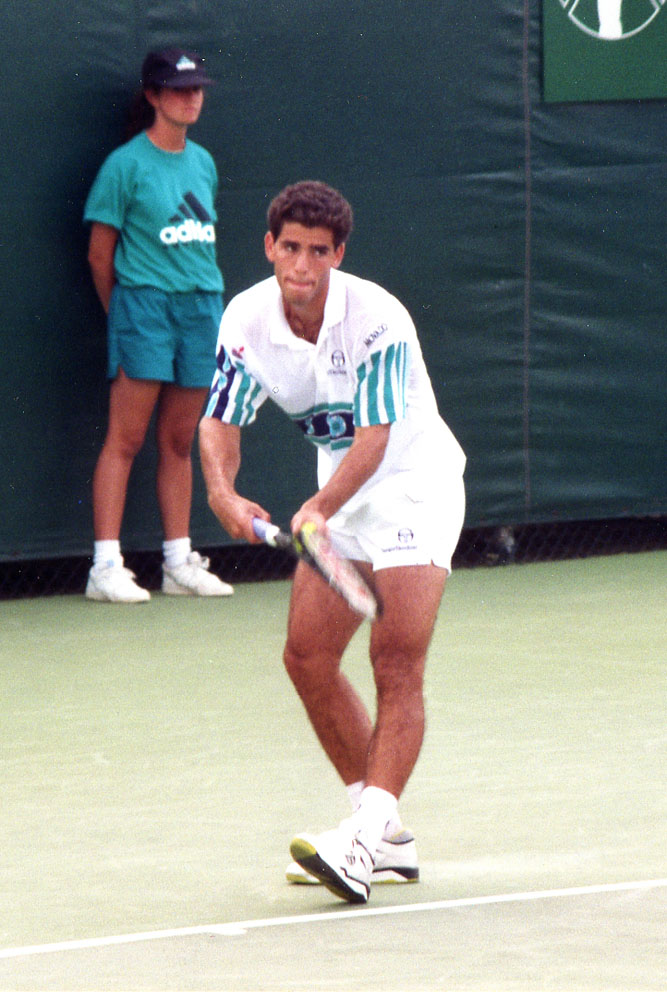
Pete Sampras vincitore per la 1ª volta a Wimbledon

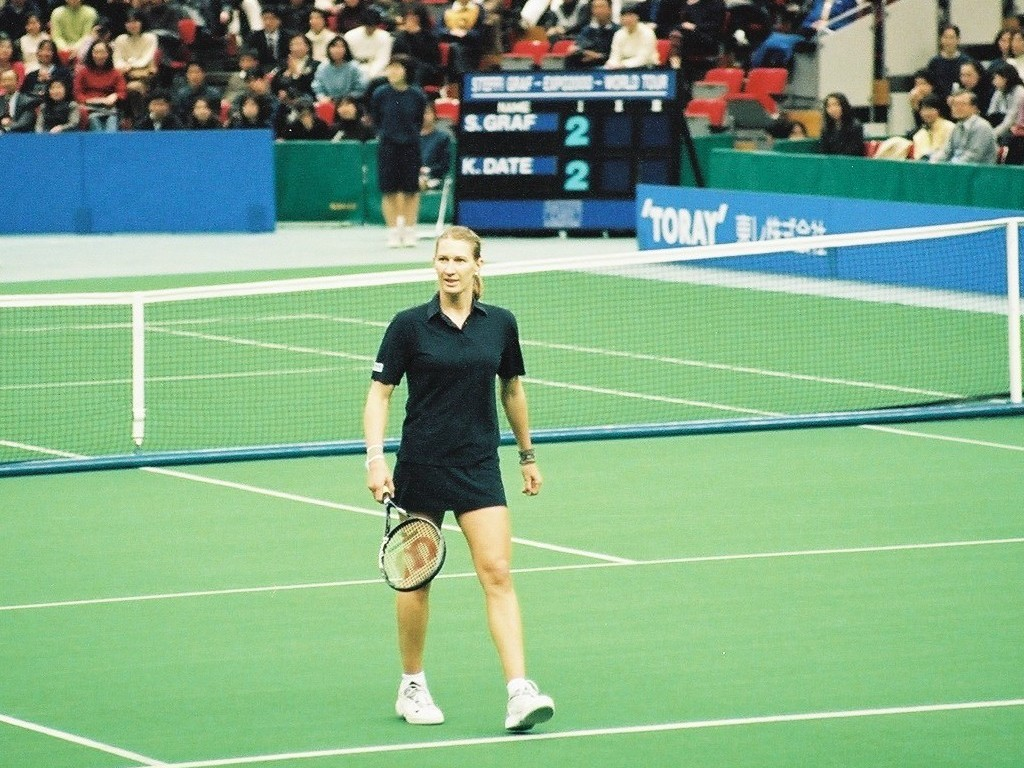
Steffi Graf al 5º titolo a Wimbledon

## Risultati

### Singolare maschile
Pete Sampras ha battuto in finale  Jim Courier col punteggio di 7–6(3), 7–6(6), 3–6, 6–3

### Singolare femminile
Steffi Graf ha battuto in finale  Jana Novotná col punteggio di 7–6(6), 1–6, 6–4

### Doppio maschile
Todd Woodbridge /  Mark Woodforde hanno battuto in finale  Grant Connell /  Patrick Galbraith col punteggio di 7–5, 6–3, 7–6(4)

### Doppio femminile
Gigi Fernández /  Nataša Zvereva hanno battuto in finale  Larisa Neiland /  Jana Novotná col punteggio di 6–4, 6(4)–7, 6–4

### Doppio misto
Martina Navrátilová /  Mark Woodforde hanno battuto in finale  Manon Bollegraf /  Tom Nijssen col punteggio di 6–3, 6–4

## Junior

### Singolare ragazzi
Răzvan Sabău ha battuto in finale  Jimy Szymanski col punteggio di 6–1, 6–3

### Singolare ragazze
Nancy Feber ha battuto in finale  Rita Grande col punteggio di 7–6(3), 1–6, 6–2

### Doppio ragazzi
Steven Downs /  James Greenhalgh hanno battuto in finale  Neville Godwin /  Gareth Williams col punteggio di 6(6)–7, 7–6(4), 7–5

### Doppio ragazze
Laurence Courtois /  Nancy Feber hanno battuto in finale  Hiroko Mochizuki /  Yuka Yoshida col punteggio di 6–3, 6–4